# Samsung Galaxy S
El  Samsung I9000  o  Galaxy S  és un telèfon mòbil produït per Samsung Electronics. basat en el sistema operatiu Android amb pantalla tàctil capacitiva Super AMOLED amb capacitat multitouch. El dispositiu va ser anunciat per Samsung el març de 2010 i es caracteritza per posseir un microprocessador d'1 GHz "Hummingbird", 8 o 16 GB de memòria interna, pantalla de 480x800 píxels, connectivitat per Wi-Fi càmera de 5 megapíxels amb una resolució màxima de 2560x1920, i en certs models, una càmera frontal de 0.3 MP (640x480). A la versió base d'aquest telèfon (GTI9000) la van seguir les seves variants per a les companyies dels EUA com el EPIC 4G, Vibrant, Captivate, Fascinate i Mesmerize. Es va deixar de fabricar en 2012.
El Samsung Galaxy S té d'un GPU PowerVR capaç de dibuixar 20 milions de triangles per segon, fent-ne el GPU de Smartphone més potent del mercat en el moment de la seva sortida. Disposa de bluetooth 3.0 i, a més a més, presumeix de ser el primer Smartphone certificat per llegir fitxers Divx HD. El Samsung Galaxy S va ser elegit el smartphone europeu de l'any en el recent lliurament dels guardons de l'Associació Europea d'Imatge i So (EISA) 2010-2011.
D'acord amb Samsung, les vendes del Galaxy S van arribar als cinc milions d'unitats l'octubre de 2010 i, segons altres fonts, als deu milions al novembre, amb particular èxit en vendes a Justament l'objectiu de vendes per a aquest dispositiu per part de Samsung era arribar a la meta de deu milions d'unitats venudes per a l'any 2010.

## Llançament
El telèfon mòbil va ser llançat inicialment a Singapur el 04 de juny de 2010. Abans del final del seu primer cap de setmana de vendes a Singapur, Samsung "twitteig" que SingTel, l'exclusiu carrier per vendre el dispositiu a Singapur, es va quedar sense estoc de dispositius. El divendres 25 de juny del 2010, el telèfon mòbil va ser llançat a Malàisia i Corea del Sud. En general, el calendari de llançament estava compost de llançaments en 110 companyies en 100 països a la vegada. Les variants dels EUA nomenades com Epic, Vibrant, Fascinate, Captivate i Mesmerize van ser llançats des del juny fins al setembre del 2010.

## Maquinari

### Processador
El Samsung Galaxy S utilitza el processador Samsung S5PC110. Aquest processador combina un nucli CPU ARM Cortex-A8 d'1 GHz de 45 nm amb un GPU PowerVR SGX 540 fabricat per Imagination Technologies que suporta OpenGL ES 1.1/2.0 i era capaç de fins a 20 milions de triangles per segon. El nucli de la CPU amb criptònim«Hummingbird», va ser co- desenvolupat per Samsung i Intrinsity. Aquest unitat central de processament va ser posteriorment reanomenat Samsung Exynos 3110 a l'octubre 2011.

### Memòria
El Samsung Galaxy S té 512 MB de RAM LPDDR1 (Mobile DDR). Algunes variants també venen amb 8 GB o 16 GB de memòria OneNAND combinat en un encapsulat package-on-package amb la unitat central de processament. Un lector de targetes microSD extern suporta fins a 32 GB d'emmagatzematge addicional.

### Pantalla
El Samsung Galaxy S utilitza una pantalla Touch Super AMOLED de 4 Polzades (101.6 mil·límetres) cobert de Gorilla Glass, un material especial resistent a fissures i esgarrapades. La pantalla utilitzada és de resolució WVGA Pentile i fabricada per Samsung.
El Galaxy S LCD (GT-I9003) té una pantalla SC-CLD (Super Clear LCD) de 4 polzades (101.6 mil·límetres).

### Àudio
El telèfon utilitza un convertidor anàleg-Digital Wolfson WM8994 com a controlador d'àudio.